# Sandrigo
Sandrigo (Sandrigo in veneto) è un comune italiano di 8 312 abitanti della provincia di Vicenza in Veneto.

## Origini del nome
In alcuni documenti del XIII secolo la villa di "Sandrigo" viene indicata con il nome latino Sendricus. Secondo lo storico vicentino Giovanni Mantese, deriverebbe dalla contrazione di Sanctus Enricus o, più probabilmente, di Sanctus Uldericus — mutato in Uldricus o Dricus — il santo protettore dalle invasioni degli Ungari.
Secondo un'altra opinione il nome potrebbe derivare dal latino Fundus Cintericus, cioè il fondo rurale di Cinterio, contadino romano. Il toponimo sarebbe poi cambiato in Senterìco, Senderìco, Sendrigo fino all'attuale dizione.
"Lupia", nome simile ad altri presenti nel vicentino, probabilmente viene dal latino alluvies, alluvione, con riferimento al fatto che la località si trovava in una zona particolarmente bassa e soggetta alle esondazioni dell'Astico.

## Storia

### Epoca antica
Di epoca romana sono il ritrovamento di un'iscrizione funeraria, degli inizi del II secolo d.C., e la scoperta di un'iscrizione funeraria relativa alla giovinetta cristiana, Macrina, su un sarcofago di marmo greco di risalente al IV - V secolo d.C., che testimonia la presenza di una comunità cristiana, contemporanea a quella di Vicenza.
Durante una campagna di scavi archeologici del 1920 sono stati portati alla luce resti di una necropoli longobarda.

### Medioevo
Il nome della località compare già come quello odierno in un documento datato 1080 relativo ad antichi diritti monastici, conservato nell'archivio della Biblioteca Guarneriana di San Daniele del Friuli.
L'antica chiesa di Sendricum, intitolata a San Salvatore e in un secondo momento a San Sisto proverebbe l'antica origine di Sendricum, nel quale sorse una delle prime pievi (intitolata a Santa Maria, poi ai Santi Filippo e Giacomo).
Queste origini antiche e la stessa esposizione di Sandrigo al centro di un'area intensamente battuta durante le scorrerie degli Ungari, avvalorerebbero l'ipotesi dell'esistenza in questo luogo di un castello o di altre opere fortificate; non se ne trova però alcun cenno nelle cronache dell'epoca e neppure in altri documenti. Un pallido indizio potrebbe trovarsi nella cronaca del Maurisio; nella sua cronaca egli racconta che nel 1209 il paese subì saccheggi, quando Ezzelino il Monaco sconfisse le truppe vicentine e lì furono catturati i conti Guidone Maltraversi e Corrado da Vivaro. Costoro – scrive il Maurisio – furono presi "benché avessero e torri e munizioni fortissime"; dove fossero tali torri il cronista non lo dice, e par di capire ch'egli alluda alle tante fortificazioni che le due potenti famiglie possedevano nei vari luoghi del vicentino, quindi forse anche qui.
Da allora la comunità rurale di Sandrigo seguì le vicende della città di Vicenza, passando insieme ad essa sotto la signoria di Ezzelino III da Romano, la custodia di Padova e, dal 1311, la signoria Scaligera e infine quella Viscontea.
Durante questi due secoli, il territorio fu teatro di lotta tra città e fazioni guelfe e ghibelline. Nel 1338 durante la guerra tra Scaligeri e Repubblica Veneta, il paese subì notevoli violenze e danni. Quando poi nel 1378 il Re di Ungheria spedì un esercito in Veneto per aiutare i suoi alleati Scaligeri contro i veneziani, in una sola notte le sue truppe trasformarono Sandrigo in un cumulo di macerie.
Verso la metà del Trecento, il territorio di Sandrigo fu sottoposto, sotto l'aspetto amministrativo, al Vicariato civile di Marostica e tale rimase, anche sotto la dominazione viscontea e veneziana, sino alla fine del XVIII secolo.
Sandrigo fu anche sede di un'antica pieve; la sua intitolazione a Santa Maria — come la cattedrale e la maggior parte delle antiche pievi della diocesi di Vicenza — fa ritenere che lo fosse ben prima del X secolo. Nel 1297 essa aveva sotto la sua giurisdizione le cappelle di San Giovanni di Longa e di San Pancrazio di Ancignano, donata ai canonici della cattedrale dal vescovo Pistore nel 1185.
La storia di Sandrigo fu legata per secoli alle vicende della famiglia Sesso, devota alla causa imperiale, insediatasi nel territorio dal XIV secolo e rimastavi fino ai tempi moderni.

### Epoca moderna
Dopo la dedizione di Vicenza alla Serenissima nel 1404, per Sandrigo iniziò un periodo di relativa tranquillità.
Fu però teatro di una battaglia tra le milizie della Repubblica e quelle dell'imperatore Massimiliano I nel 1511 durante la guerra della Lega di Cambrai: i veneti tesero una imboscata alle truppe imperiali nelle immediate vicinanze del paese, uccidendo centinaia di soldati e catturando molti prigionieri. Nella conseguente reazione, solo la tradizionale fedeltà dei Sesso alla causa imperiale risparmiò alla comunità ingenti danni. Ma due anni dopo, nel 1513, il Comune subì un'ulteriore esperienza di saccheggio da parte delle truppe imperiali.
Nel 1530 il palazzo dei Sesso alloggiò per breve tempo l'imperatore Carlo V d'Asburgo, in viaggio verso Bologna per ricevere la corona imperiale.
Nel periodo di pace e prosperità che seguì a queste guerre, Sandrigo rimase sempre sotto il patronato della famiglia Sesso, che vi conservò notevoli proprietà. Iniziò per il paese un'era di sviluppo dell'economia, con il rifiorire dell'agricoltura e dell'allevamento degli animali domestici, tanto che nel Seicento il paese era conosciuto per il suo mercato, un evento importante della zona, che si teneva ogni venerdì e richiamava acquirenti e commercianti da tutti i paesi vicini.
Nell'Archivio storico del Municipio abbondano i documenti di epoca veneziana; essi permettono di avere una visione dell'intensa attività del Comune, con testimonianze che risalgono alla fine del XVI secolo.

### Epoca contemporanea
Dopo la caduta della Serenissima nel 1797, con l'annessione del Veneto al Regno d'Italia nel 1866, il paese ha vissuto e vive un periodo di sostanziale tranquillità, potendo contare su una fiorente società dall'economia agricola.
Durante la seconda guerra mondiale 28 profughi ebrei (20 adulti e 8 minori) furono internati a Sandrigo. Al momento dell'occupazione tedesca, lasceranno tutti il paese, già il 10 settembre 1943, recandosi in prevalenza al Sud incontro all'esercito alleato. La fuga ebbe successo. Tutti sopravviveranno fino alla Liberazione.

### Simboli
Stemma
Lo stemma è stato concesso con regio decreto del 10 giugno 1929.
Gonfalone
Il gonfalone è stato concesso con DPR del 16 ottobre 1952.

## Monumenti e luoghi d'interesse

### Architetture religiose

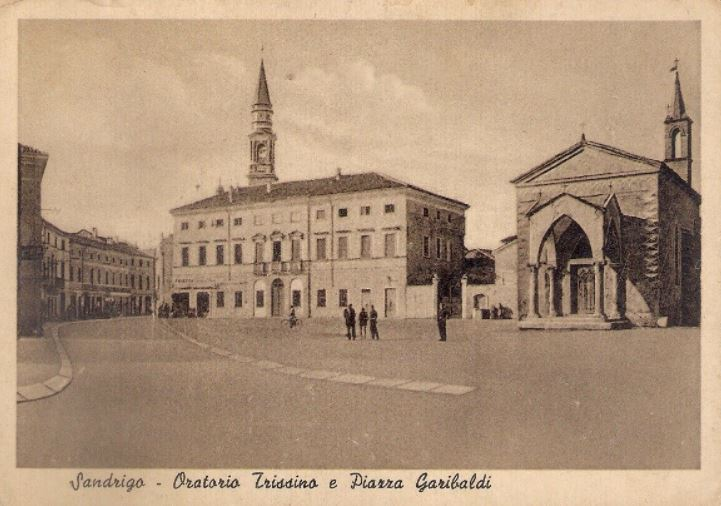
Cartolina che inquadra piazza Garibaldi e in primo piano l'oratorio Trissino.

- Chiesa parrocchiale del capoluogo, anticamente dedicata a Santa Maria, alla quale si aggiunsero in seguito i Santi Filippo e Giacomo. Costruita nel 1492, riedificata nel 1711, dal 1928 al 1939 ne fu costruita sul terreno retrostante una versione ingrandita preservandone facciata e stile e recuperandone altari, pale e sculture esterne. La vecchia costruzione, ormai priva di ogni elemento d'arte, è stata successivamente demolita permettendo così la realizzazione della nuova piazza dedicata ai Santi Filippo e Giacomo.[20]
- Chiesa parrocchiale di Lupia, dedicata a Santo Stefano Protomartire
- Chiesa parrocchiale di Ancignano, dedicata a San Pancrazio
- Oratorio di San Gaetano
- Oratorio di San Gaetano, a Lupiola
- Oratorio di San Lorenzo
- Oratorio di pertinenza di villa Trissino Tretti
- una serie storica di capitelli votivi[21].

### Architetture civili

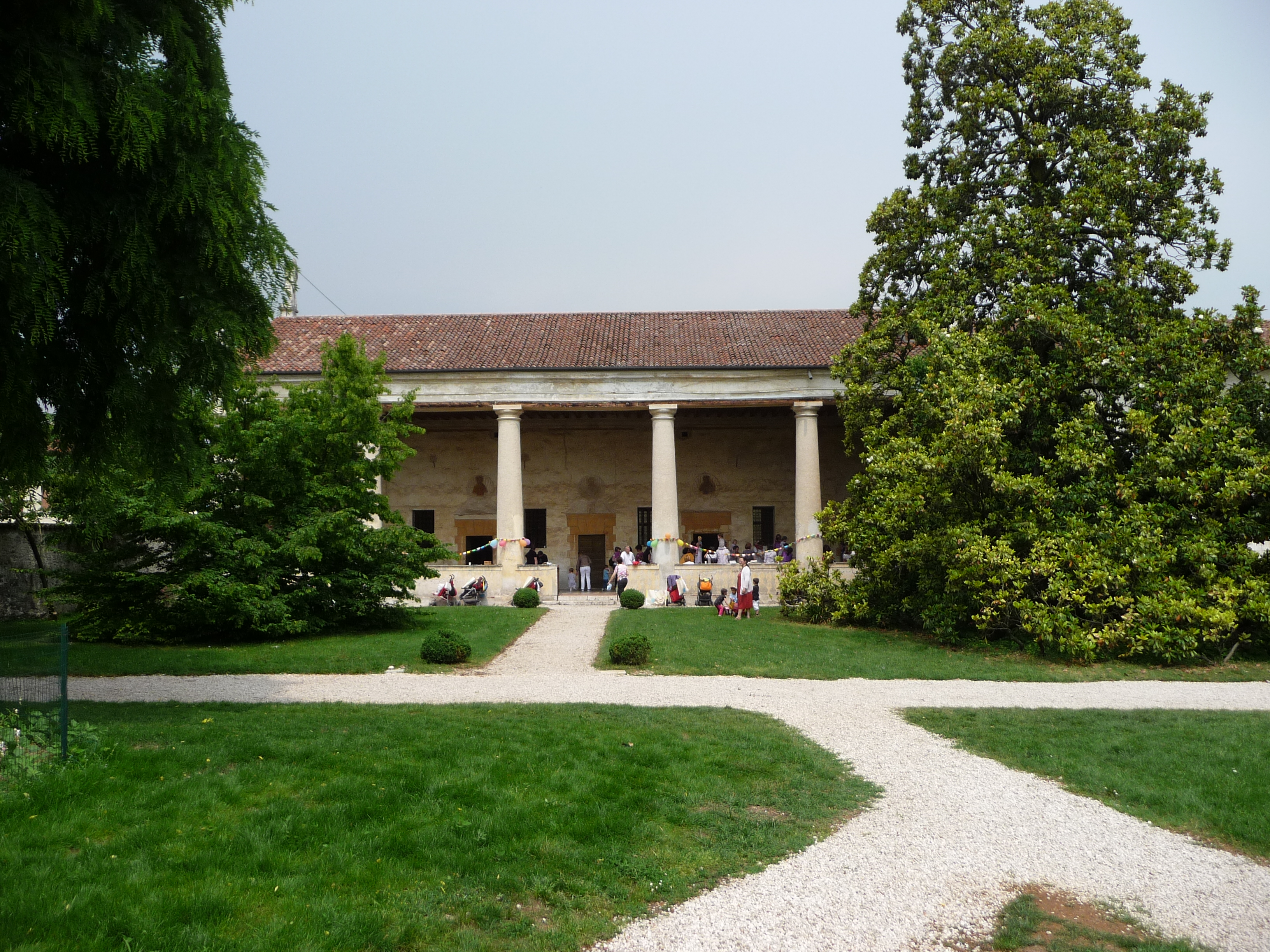
La barchessa di Villa Sesso Schiavo

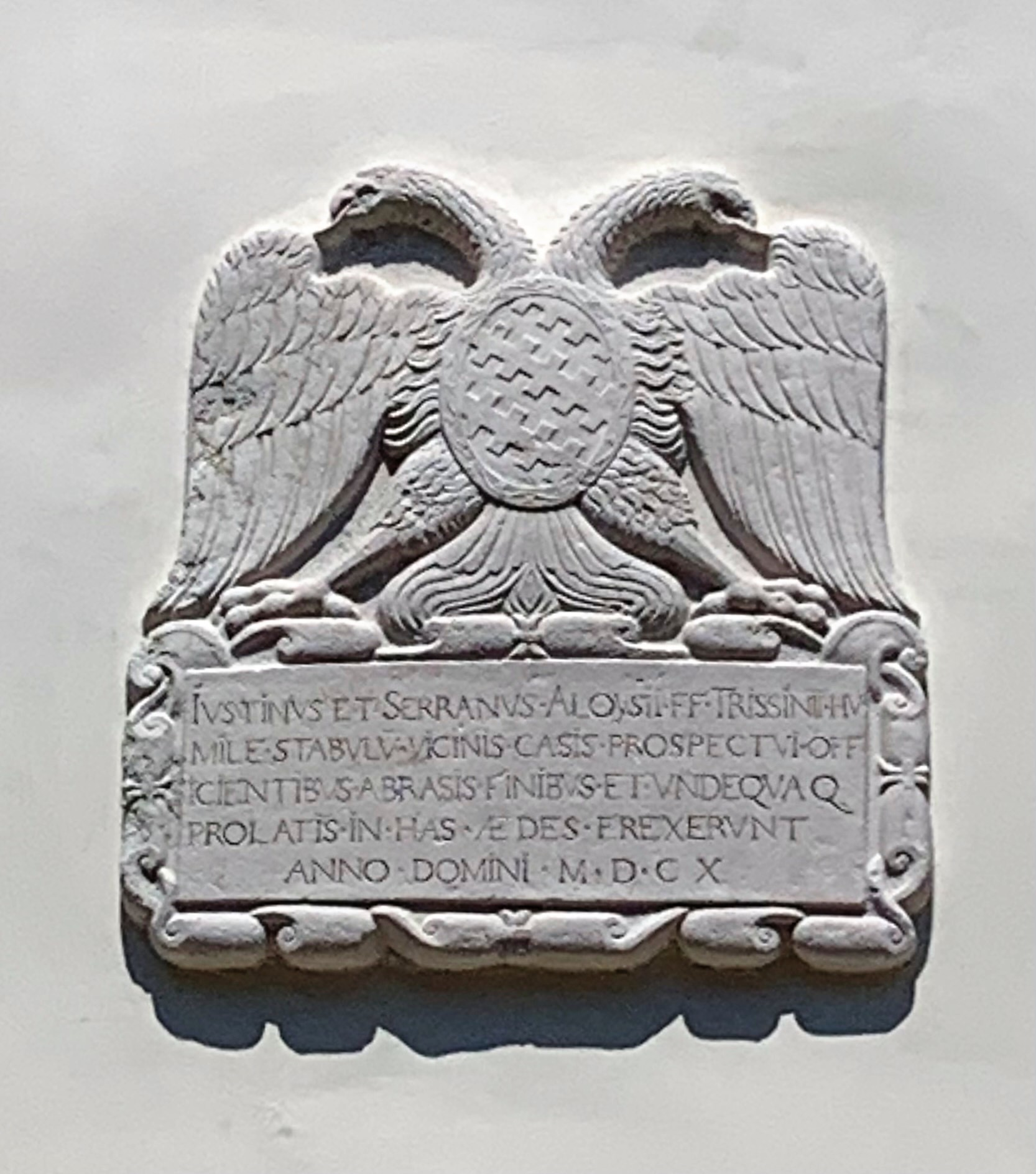
Targa in pietra del 1610 riportante lo stemma della famiglia Trissino posta all'ingresso di Villa Trissino Tretti

- Villa Sesso Schiavo, nel capoluogo. Costruita nel 1570, è ricca di affreschi di Giovanni Battista Melotti[22]
- Villa Sesso Bordignon
- Villa Sesso Carlotto
- Villa Sesso Ruffini, in origine di struttura tardogotica, oggi in stile neoclassico, risale alla fine del diciottesimo secolo
- Villa Trissino Tretti, costruita all'inizio del XVII secolo nel centro abitato, è delimitata a est e a sud da due strade e a ovest da una lunga barchessa. Venne ristrutturata da Ottavio Bertotti Scamozzi nel terzo quarto del secolo XVIII. Il corpo padronale si eleva su due piani e presenta una successione di stanze con decori neoclassici e pavimenti alla veneziana, decorazioni a grottesche nella stanza di nord-ovest e affreschi al pian terreno. A ovest si trova la barchessa, con portico a pilastri tuscanici e uno stemma gentilizio dei Trissino sul portale d'entrata, mentre a sud, al di fuori dell'attuale proprietà, è costruito l'oratorio. Proprietà privata[23]
- Villa Trissino Conti Cavaliere Girardini, costruita nel XVIII secolo su progetto di Ottavio Bertotti Scamozzi, sorge lungo la strada che attraversa il centro del paese, seguendone l'andamento curvilineo. Accostati alla casa padronale sono presenti due edifici rustici e verso sud si estende il parco abbellito da statue e giochi d'acqua, risistemato da Antonio Caregaro Negrin nel XIX secolo. Proprietà privata[24]
- Villa Dal Toso Velo Cadore
- Villa Chiericati Milan, ad Ancignano[25]
- Villa Negri Mascotto, ad Ancignano[26]
- Villa Garbinati, a Lupiola. In origine un convento del Quattrocento, l'edificio fu in seguito ampliato. Al centro di un grande parco vi sono la Villa, la cappella gentilizia e la barchessa cinquecentesca[27]

## Società

### Evoluzione demografica
Abitanti censiti

## Cultura

### Istruzione
A Sandrigo, capoluogo e frazioni, vi sono quattro scuole dell'infanzia, due scuole primarie e una scuola secondaria di primo grado.
Nel capoluogo vi è anche la Biblioteca civica "Domenico Pittarini", che fa parte della rete di biblioteche vicentine.

### Eventi
Un'importante ricorrenza che si svolge nella cittadina è la "Festa del baccalà". Ogni anno, a settembre, nella piazza principale si allestisce uno stand gastronomico nel quale cuochi volontari preparano bacalà alla vicentina, secondo l'antica ricetta.

Il pesce proviene da Røst, una cittadina norvegese situata nelle isole Lofoten con cui il Comune di Sandrigo si è ufficialmente gemellato nel 2001. In Norvegia, in onore di Sandrigo, a una delle Isole Lofoten è stato dato il nome di Sandrigøya, che significa "isola Sandrigo". Per converso, a Sandrigo una piazza è stata dedicata a Røst.

## Geografia antropica

### Frazioni

#### Lupia
La frazione di Lupia conta circa 900 abitanti.
Di interesse storico-culturale sono da segnalare:
- la chiesa parrocchiale di Santo Stefano protomartire. Costruita su possedimenti dei benedettini di San Felice, la chiesa di Santo Stefano nel XIII secolo era già sede parrocchiale[29]. Nel 1454, a causa di una forte decadenza economica, essa venne annessa alla chiesa di Santa Maria Elisabetta in Bressanvido. I terreni circostanti furono ceduti dai benedettini ed acquistati da nobili famiglie vicentine quali gli Squarzo, i Trissino, gli Scola e i Dal Toso; questi ultimi nel 1471 provvidero alla costruzione della chiesa attuale[30][31].
- palazzo Mocenigo[32]. Forse costruito sulle fondamenta di una preesistente fortificazione; i lavori di trasformazione dovrebbero risalire al periodo 1475-1480, per volere del giureconsulto Nicolò Dal Toso; in quegli anni fu ricostruita la chiesa di S. Stefano e vennero sistemate le adiacenze[11].
- una "colombara", una tozza torre ricavata dall'adattamento di una preesistente struttura medioevale. Esiste ancora quasi di fronte alla chiesa, all'inizio della strada che porta a Sandrigo[33].

#### Ancignano
La frazione Ancignano conta circa 1 000 abitanti.
Essa presenta diversi luoghi di interesse storico e culturale:
- la parrocchiale di San Pancrazio, con il suo ultracentenario campanile[34].
- villa Mezzalira
- villa Chiericati Milan
- villa Negri Mascotto
- palazzo Mocenigo[32].

Altri luoghi d'interesse:
- il Brolo, con la Colombara e il Museo della civiltà contadina[34][35]
- la "Motta del Diavolo", resa famosa da una leggenda popolare, il cui nome si collega ad un rialzo del terreno di origine sconosciuta.

Tra le manifestazioni folkloristiche si annovera la "Fiera del Verde", che ogni anno a inizio aprile raccoglie centinaia di appassionati di botanica.
Curiosità: la prima fabbrica al mondo di penne a sfera era situata ad Ancignano.

#### Altre località
Altre località sono: Guarniere, Lupiola, Masona, Melette, Soella, Casoni, Tretti, Villa Giaretta, Palmirona, Scaldaferro, Tugurio, Tezze Lupia

## Economia
Partendo da una società prevalentemente dedita alla produzione agricola, nel secondo dopoguerra Sandrigo è diventato un centro industriale, sviluppando un'ampia zona industriale-artigianale sorta nella parte nord ovest del territorio comunale, al di là della strada Marosticana sulla riva sinistra del fiume Astico. Qui hanno trovato allocazione aziende manifatturiere, chimiche e laboratori artigianali.
Nel comune vi è stata anche una riscoperta di tradizioni culinarie tipiche del vicentino, come la preparazione del famoso baccalà alla vicentina da parte di vari ristoranti e trattorie del luogo. A Sandrigo è nata la "Confraternita del Bacalà"; sono stati creati il gemellaggio e scambi culturali con l'isola norvegese di Røst, famoso centro di pesca dello stoccafisso nel Mare del Nord, e una manifestazione annuale denominata "Sagra del Baccalà", attrazione turistico culinaria alla quale partecipa sempre una delegazione norvegese. Presso l'isola di Røst è stato dato il nome di Sandrigo ad un isolotto.
È inoltre sempre attivo il "mercato del venerdì", momento di incontro e di aggregazione per la comunità sandricense.

## Infrastrutture e trasporti
Principale via di comunicazione è la SP 248 Schiavonesca-Marosticana - che circonda con una circonvallazione il centro abitato.
Il paese è servito da autocorse della SVT (Società Vicentina Trasporti), nella quale dal 1º marzo 2016 sono confluite l'Aim Mobilità e le FTV.
Fra il 1910 e il 1961 la città venne servita da una stazione posta sulla Tranvia Vicenza-Bassano del Grappa, gestita anch'essa dalle FTV.

## Amministrazione
Elenco storico dei Sindaci di Sandrigo dal 1866 ad oggi.
| Periodo | Periodo   | Primo cittadino  | Partito      | Carica                  | Note |
| ------- | --------- | ---------------- | ------------ | ----------------------- | ---- |
| 1946    | 1951      | Pietro Galletto  |              | Sindaco                 |      |
| 1951    | 1956      | Cristiano Rigoni |              | Sindaco                 |      |
| 1956    | 1960      | Pietro Galletto  |              | Sindaco                 |      |
| 1960    | 1964      | Angelo Corrà     |              | Sindaco                 |      |
| 1964    | 1970      | Mario Pozzato    |              | Sindaco                 |      |
| 1970    | 1975      | Giovanni Rigoni  |              | Sindaco                 |      |
| 1975    | 1980      | Lino Basso       |              | Sindaco                 |      |
| 1980    | 1985      | Lino Basso       |              | Sindaco                 |      |
| 1985    | 1990      | Lorenzo Scanavin |              | Sindaco                 |      |
| 1990    | 1995      | Renato Sperotto  |              | Sindaco                 |      |
| 1995    | 1999      | Maria Menin      |              | Sindaco                 |      |
| 1999    | 2004      | Renato Sperotto  |              | Sindaco                 |      |
| 2004    | 2011      | Barbara Trento   |              | Sindaco                 |      |
| 2011    | 2012      | Renata Carletti  |              | Commissario prefettizio |      |
| 2012    | 2022      | Giuliano Stivan  | Lista civica | Sindaco                 |      |
| 2022    | in carica | Marica Rigon     | Lista civica | Sindaco                 |      |

### Gemellaggi
- Røst

## Sport
A Sandrigo sono presenti diverse società sportive anche leader nei livelli nazionali o internazionali. Tra le più note:
- la squadra di calcio U.S.D. Azzurra Sandrigo 1919 che milita nel girone F del campionato di Prima Categoria del Veneto
- la società Pattinaggio artistico Arena Sandrigo, nel 2007 vicecampione mondiale a Gold Coast nella specialità su rotelle "gruppi show"[38] e campione mondiale junior con la coppia artistico Binotto/Lanzanova
- la società Sandrigo Hockey, ritornata al massimo campionato nazionale di Serie A1 a partire dalla stagione 2018/2019, già Campione d'Italia Under 20 nella stagione 2012/13[39]
- una società di pallavolo neo promossa in serie C
- altre società di ginnastica ritmica, karate e ciclismo.